# Bieżnia

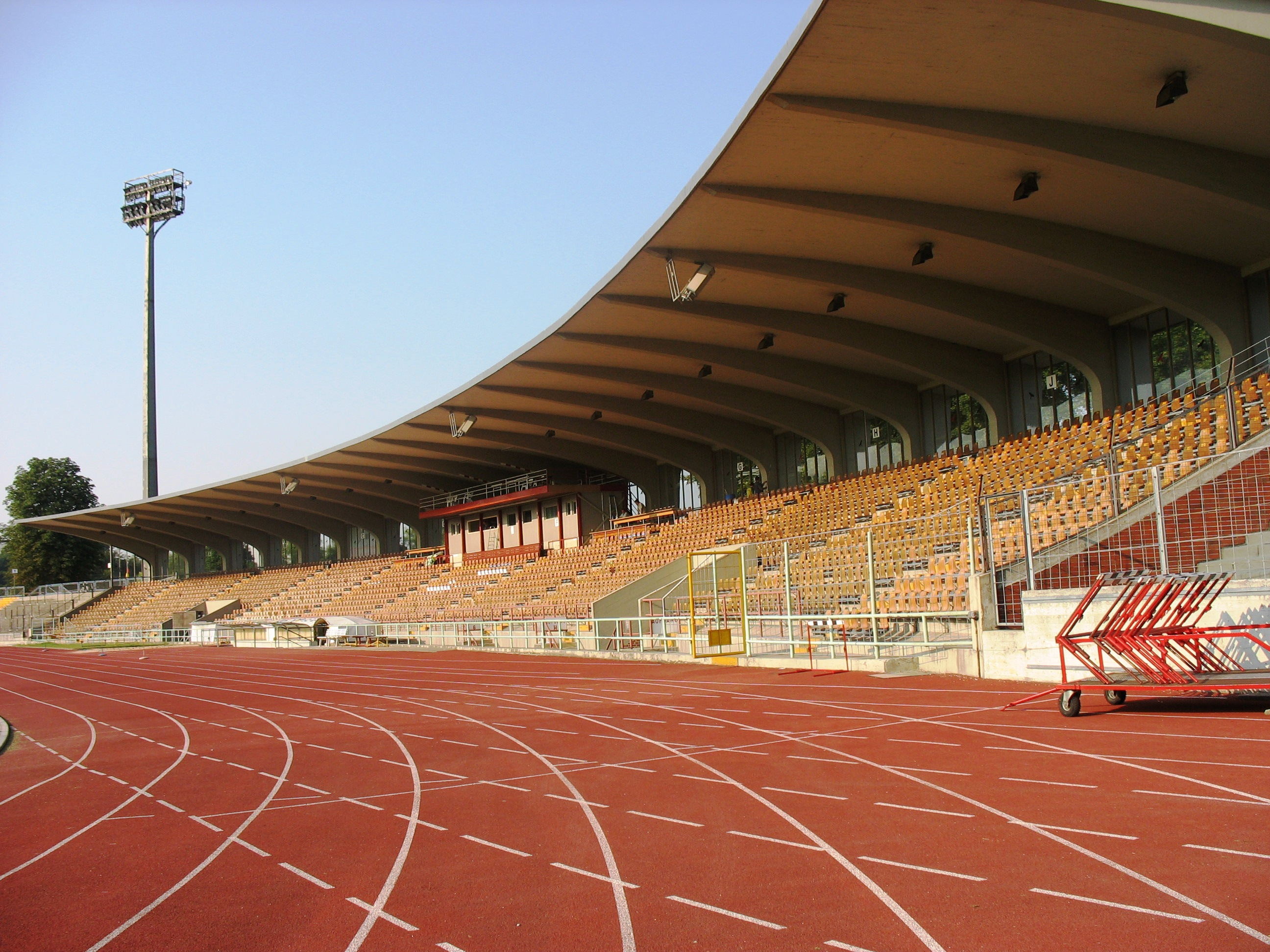
Bieżnia na stadionie

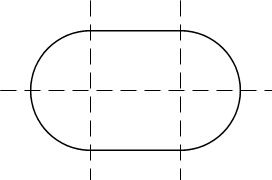
Schemat typowej bieżni lekkoatletycznej

Bieżnia – specjalnie wydzielona część stadionu sportowego, w postaci pasa okalającego boisko. Służy do rozgrywania konkurencji biegowych podczas zawodów lekkoatletycznych. Część bieżni może być też wydzielona dla sportowców innych konkurencji niż biegowe, np. skoku w dal czy rzutu oszczepem.
Obecnie w większości przypadków bieżnię stanowi pas tartanowy. Typowa bieżnia lekkoatletyczna jest owalem o obwodzie 400 m, co odpowiada jednej długości okrążenia stadionu. W przypadku oficjalnych zawodów sportowych wymagana jest bieżnia złożona z 8 torów jednakowej szerokości, po których biegają zawodnicy.